# Tournoi des Cinq Nations 1972
Navigation
Tournoi 1971 Tournoi 1973
En 1972, le Tournoi des Cinq Nations est perturbé par le conflit nord-irlandais qui conduit à l'inachèvement de la compétition : huit matches sur dix sont joués du 15 janvier au 25 mars 1972. Les équipes ne peuvent être classées cette année-là car Gallois et Écossais refusent de jouer en Irlande à la suite du massacre de Derry et de lettres de menaces anonymes provenant prétendument de l'IRA.
À la suite de ces événements, le God Save the Queen n’est plus joué lors de la présentation des équipes. Par souci d'équilibre La Marseillaise n’est pas non plus jouée avant les matches de l'équipe de France à Dublin ainsi que l'hymne irlandais quand le XV du Trèfle se déplace. Ces restrictions ne prennent fin qu'en 1997.
C'est le dernier Tournoi pour lequel les rencontres à domicile de l'équipe de France se tiennent au stade olympique Yves-du-Manoir de Colombes. Celui-ci est utilisé depuis 1911. À compter de mai 1972, c'est le nouveau Parc des Princes rénové qui est le stade où la France reçoit ses visiteurs.

## Le classement
Ce classement est incomplet car les deux rencontres à domicile de l'Irlande n'ont pu être disputées.

- Légende :

J matches joués, V victoires, N matches nuls, D défaites ;
PP points pour, PC points contre, Δ différence de points PP-PC ;
Pts points de classement (barème : 2 points pour une victoire ; 1 point en cas de match nul ; rien pour une défaite) ;
T Tenant du titre 1971.
| Nation             | J | V | N | D | PP | PC | Δ   | Pts |
| ------------------ | - | - | - | - | -- | -- | --- | --- |
| Pays de Galles (T) | 3 | 3 | 0 | 0 | 67 | 21 | +46 | 6   |
| Irlande            | 2 | 2 | 0 | 0 | 30 | 21 | +9  | 4   |
| Écosse             | 3 | 2 | 0 | 1 | 55 | 53 | +2  | 4   |
| France             | 4 | 1 | 0 | 3 | 61 | 66 | -5  | 2   |
| Angleterre         | 4 | 0 | 0 | 4 | 36 | 88 | -52 | 0   |

## Les résultats
Les huit matches (sur dix prévus) se jouent le samedi :
| 15 janvier 1972, Murrayfield, Édimbourg              | Écosse         | 20 - 9  | France         |
| 15 janvier, Twickenham, Londres                      | Angleterre     | 03 - 12 | Pays de Galles |
| 29 janvier, Stade olympique Yves-du-Manoir, Colombes | France         | 09 - 14 | Irlande        |
| 5 février, Arms Park, Cardiff                        | Pays de Galles | 35 - 12 | Écosse         |
| 12 février, Twickenham, Londres                      | Angleterre     | 12 - 16 | Irlande        |
| 26 février, Stade olympique Yves-du-Manoir, Colombes | France         | 37 - 12 | Angleterre     |
| 18 mars, Murrayfield, Édimbourg                      | Écosse         | 23 - 9  | Angleterre     |
| 25 mars, Arms Park, Cardiff                          | Pays de Galles | 20 - 6  | France         |

## Les matches
Les fiches techniques des rencontres sont les suivantes

### Écosse - France
| 15 janvier 1972 Temps frais et couvert ; léger vent pour la France en 1re mi-temps. | Écosse Capitaine : P Brown                                                                                    | 20 - 9 (10-0) | France Capitaine : Dauga                  | Murrayfield, Édimbourg Pelouse souple 50 000 spectateurs Arbitre : M Joseph |
| 15 janvier 1972 Temps frais et couvert ; léger vent pour la France en 1re mi-temps. | Essai(s) : 3 Telfer, Renwick, J Frame Transformation(s) : 1/3 A Brown Pénalité(s) : P Brown Drop(s) : P Brown |               | Essai(s) : Dauga Pénalité(s) : Villepreux | Murrayfield, Édimbourg Pelouse souple 50 000 spectateurs Arbitre : M Joseph |
| 15 janvier 1972 Temps frais et couvert ; léger vent pour la France en 1re mi-temps. | |               |                                           | Murrayfield, Édimbourg Pelouse souple 50 000 spectateurs Arbitre : M Joseph |

### Angleterre - pays de Galles
| 15 janvier 1972 Temps frais ; fine pluie intermittente en 2de mi-temps. | Angleterre Capitaine : Hiller | 3 - 12 (3-6) | Pays de Galles Capitaine : Lloyd                                          | Twickenham, Londres Pelouse excellente 72 000 spectateurs Arbitre : J Young |
| 15 janvier 1972 Temps frais ; fine pluie intermittente en 2de mi-temps. | Pénalité(s) : Hiller          |              | Essai(s) : JPR Williams Transformation(s) : B John Pénalité(s) : 2 B John | Twickenham, Londres Pelouse excellente 72 000 spectateurs Arbitre : J Young |
| 15 janvier 1972 Temps frais ; fine pluie intermittente en 2de mi-temps. |                               |              |                                                                           | Twickenham, Londres Pelouse excellente 72 000 spectateurs Arbitre : J Young |

### France - Irlande
La France ne parvient pas à battre l'Irlande depuis sa dernière victoire de 1970 :
| 29 janvier 1972 Temps froid (0 °C) et gris. | France Capitaine : Dauga                                               | 9 - 14 (3-11) | Irlande Capitaine : Kiernan                              | Stade olympique Yves-du-Manoir Terrain pelé par endroits, sinon souple et glissant. 35 000 spectateurs Arbitre : A Lewis |
| 29 janvier 1972 Temps froid (0 °C) et gris. | Essai(s) : Lux Transformation(s) : Villepreux Pénalité(s) : Villepreux |               | Essai(s) : 2 Moloney, McLoughlin Pénalité(s) : 2 Kiernan | Stade olympique Yves-du-Manoir Terrain pelé par endroits, sinon souple et glissant. 35 000 spectateurs Arbitre : A Lewis |
| 29 janvier 1972 Temps froid (0 °C) et gris. |                                                                        |               |                                                          | Stade olympique Yves-du-Manoir Terrain pelé par endroits, sinon souple et glissant. 35 000 spectateurs Arbitre : A Lewis |

### Pays de Galles - Écosse
| 12 février 1972 Temps doux, nuageux avec éclaircies. | Pays de Galles Capitaine : Lloyd                                                                              | 35 - 12 (10-6) | Écosse Capitaine : P Brown                                                       | Arms Park, Cardiff Pelouse souple 50 000 spectateurs Arbitre : G Jamison |
| 12 février 1972 Temps doux, nuageux avec éclaircies. | Essai(s) : 5 G Davies, G Edwards (2) R Bergiers, Taylor Transformation(s) : 3/5 B John Pénalité(s) : 3 B John |                | Essai(s) : B Clarke Transformation(s) : P Brown Pénalité(s) : 2 Renwick, P Brown | Arms Park, Cardiff Pelouse souple 50 000 spectateurs Arbitre : G Jamison |
| 12 février 1972 Temps doux, nuageux avec éclaircies. | |                |                                                                                  | Arms Park, Cardiff Pelouse souple 50 000 spectateurs Arbitre : G Jamison |

### Angleterre - Irlande
| 12 février 1972 Très beau temps d'hiver, vent pour l'Angleterre, puis pour l'Irlande. | Angleterre Capitaine : Pullin                                      | 12 - 16 (9-3) | Irlande Capitaine : McBride                                            | Twickenham, Londres Pelouse moelleuse Arbitre : R Austry |
| 12 février 1972 Très beau temps d'hiver, vent pour l'Angleterre, puis pour l'Irlande. | Essai(s) : Ralston Transformation(s) : Hiller Pénalité(s) : Hiller |               | Essai(s) : 2 Grace, K Flynn Pénalité(s) : T Kiernan Drop(s) : B McGann | Twickenham, Londres Pelouse moelleuse Arbitre : R Austry |
| 12 février 1972 Très beau temps d'hiver, vent pour l'Angleterre, puis pour l'Irlande. |                                                                    |               |                                                                        | Twickenham, Londres Pelouse moelleuse Arbitre : R Austry |

### France-Angleterre
La sixième rencontre du Tournoi est le fameux Crunch entre Anglais et Français dont voici la feuille de match :
| 26 février 1972 Temps printanier doux et ensoleillé. | France Capitaine : W Spanghero | 37 - 12 (15-6) | Angleterre Capitaine : Dixon                                                    | Stade olympique Yves-du-Manoir Colombes Terrain pelé par endroits. 33 860 spectateurs Arbitre : T Grierson |
| 26 février 1972 Temps printanier doux et ensoleillé. | Essai(s) : 6 Duprat 16e, 79e Biémouret 21e Sillières 49e Lux 57e W Spanghero 70e Transformation(s) : 5/6 Villepreux 16e, 21e, 57e, 70e, 79e Pénalité(s) : Villepreux 2e |                | Essai(s) : M Beese 26e Transformation(s) : A Old Pénalité(s) : 2 A Old 42e, 72e | Stade olympique Yves-du-Manoir Colombes Terrain pelé par endroits. 33 860 spectateurs Arbitre : T Grierson |
| 26 février 1972 Temps printanier doux et ensoleillé. | |                |                                                                                 | Stade olympique Yves-du-Manoir Colombes Terrain pelé par endroits. 33 860 spectateurs Arbitre : T Grierson |

### Pays de Galles - France
| 26 février 1972 Temps gris et frais. | Pays de Galles Capitaine : Lloyd                | 20 - 6 (9-6) | France Capitaine : Villepreux | Arms Park, Cardiff Bonne pelouse 50 000 spectateurs Arbitre : H Titcomb |
| 26 février 1972 Temps gris et frais. | Essai(s) : 2 Bevan, Davies Pénalité(s) : B John |              | Pénalité(s) : 2 Villepreux    | Arms Park, Cardiff Bonne pelouse 50 000 spectateurs Arbitre : H Titcomb |
| 26 février 1972 Temps gris et frais. |                                                 |              |                               | Arms Park, Cardiff Bonne pelouse 50 000 spectateurs Arbitre : H Titcomb |

### Écosse - Angleterre
| 18 mars 1972 Temps frais, ensoleillé et brumeux. | Écosse Capitaine : P Brown                                                      | 23 - 9 (14-3) | Angleterre Capitaine : Dixon | Murrayfield, Édimbourg Pelouse superbe 60 000 spectateurs Arbitre : M Joseph |
| 18 mars 1972 Temps frais, ensoleillé et brumeux. | Essai(s) : 2 P Brown, MacEwan Pénalité(s) : 4 A Brown, P Brown Drop(s) : Telfer |               | Pénalité(s) : A Old          | Murrayfield, Édimbourg Pelouse superbe 60 000 spectateurs Arbitre : M Joseph |
| 18 mars 1972 Temps frais, ensoleillé et brumeux. |                                                                                 |               |                              | Murrayfield, Édimbourg Pelouse superbe 60 000 spectateurs Arbitre : M Joseph |

### Matches non joués
- Irlande - Écosse
Match non joué : en raison des événements en Irlande du Nord, l'équipe d'Écosse ne fait pas le déplacement.

- Irlande - pays de Galles
Pour la même raison, l'équipe du pays de Galles ne se rend pas en Irlande.

### Match amical
Par solidarité et en soutien de l'IRFU, la FFR accepte de jouer un match supplémentaire hors-Tournoi en Irlande :
| Samedi 29 avril 1972 | Irlande Capitaine : T Kiernan                                                                       | 24 - 14 | France Capitaine : W Spanghero                                  | Lansdowne Road, Dublin 35 000 spectateurs Arbitre : R Johnson |
| Samedi 29 avril 1972 | Essai(s) : 3 A Duggan, K Flynn, Moloney Transformation(s) : 3/3 T Kiernan Pénalité(s) : 2 T Kiernan |         | Essai(s) : 3 Duprat (2), Lux Transformation(s) : 1/3 Villepreux | Lansdowne Road, Dublin 35 000 spectateurs Arbitre : R Johnson |
| Samedi 29 avril 1972 | |         |                                                                 | Lansdowne Road, Dublin 35 000 spectateurs Arbitre : R Johnson |